# Шишова, Людмила Николаевна
Людмила Николаевна Шишова (1 июня 1940 года — 21 февраля 2003 года) — советская спортсменка и тренер, специализировавшаяся в фехтовании на рапирах, олимпийская чемпионка в командном зачёте 1960 года, серебряный призёр Олимпийских игр 1964 года в Токио, заслуженный мастер спорта СССР.

## Биография
Родилась 1 июня 1940 года в городе Горький.
Начала заниматься фехтованием в возрасте 14 лет под руководством Юрия Казанджяна. В 1960—1964 годах входила в сборную СССР, в составе которой становилась чемпионкой Олимпийских игр в Риме (1960) и серебряным призёром Олимпиады в Токио (1964) в командных соревнованиях.
В 1969 году окончила Горьковский медицинский институт, получила красный диплом акушера-гинеколога, работала в женской консультации и в роддоме, однако оставила медицину ради работы тренером по фехтованию. За 18 лет тренерской работы в СДЮСШОР воспитала семь мастеров спорта и 25 кандидатов в мастера. Её ученики неоднократно становились победителями крупных национальных соревнований. В 2000 году за заслуги в спорте Людмиле Николаевне было присвоено звание Почётного гражданина Нижегородской области.
Умерла 21 февраля 2003 года. Похоронена на Ново-Сормовском кладбище в Нижнем Новгороде. В Нижегородской области ежегодно проводится всероссийский турнир по фехтованию «Окские клинки», посвящённый памяти олимпийских чемпионов Германа Свешникова и Людмилы Шишовой.

## Семья
Муж — Виталий Владимирович Зинков, мастер спорта СССР по фехтованию на саблях, дочь — Эльвира Витальевна Карачевская (Зинкова), мастер спорта СССР, призёр всесоюзных соревнований, серебряный призёр первенства мира 1993 года.

## Награды
- Медаль «За трудовое отличие» (16.09.1960) — за успешные выступления в XVII летних и VIII зимних Олимпийских играх 1960 года, а также за выдающиеся спортивные достижения[4]